# James Eccles
James Eccles est un géologue et alpiniste anglais né à Liverpool en 1838 et mort à Londres en 1915.

## Biographie
James Eccles entame sa carrière alpine à 16 ans, encadré par un guide de Chamonix, et gravit pour la première fois le mont Blanc en 1865. Sa vocation alpine se révèle véritablement en 1869 après sa rencontre avec Michel-Clément Payot, guide à Chamonix. Les deux amis vont réaliser une longue liste d'ascensions, dont plusieurs premières dans le massif du Mont-Blanc : 
- 1870 - Première traversée du col Infranchissable ;
- 1871 - Première de l'aiguille du Plan, début juillet  ;
- 1877 - Première de la face sud du mont Blanc, les 30 et 31 juillet, par les glaciers du Brouillard et du Frêney et par l'arête de Peuterey ;
- 1873 - Aiguille de Rochefort, le 14 août ;
- 1881 - Dôme de Rochefort, le 12 août.

Il est accompagné de ses guides chamoniards Alphonse et Michel-Clément Payot, avec qui il fait équipe pendant plus de quarante ans. Il se rend avec ce dernier en 1878 dans les montagnes Rocheuses, où ils réalisent la première du Fremont Peak (4 189 mètres), le troisième plus haut sommet de la Wind River Range,. Il était ami et compagnon de cordée du peintre de montagne Gabriel Loppé qui épousa sa sœur.
Un sommet secondaire du versant italien du mont Blanc, le pic Eccles, a été baptisé en son honneur, avec à proximité le col Eccles qui relie les glaciers du Brouillard et du Frêney, et le bivouac Eccles.